# The Hell Song
«The Hell Song» — другий сингл з альбому «Does This Look Infected?» канадської панк-рок-групи Sum 41.
Пісня присвячена другу музикантів, який помер від СНІДу.
«The Hell Song» є саундтреком до фільму Американський пиріг 3: Весілля.

## Список пісень

### Британська версія
1. The Hell Song (альбомна версія)
2. The Hell Song (радіо-версія)

### Американська версія
1. The Hell Song (з вступом)
2. The Hell Song (без вступу)

## Виконавці
- Деррік «Bizzy D» Уіблі — гітара, вокал
- Дейв «Brownsound» Бекш (Dave Baksh) — гітара, бек-вокал
- Джейсон «Cone» МакКеслін — бас-гітара, бек-вокал
- Стів «Stevo32» Джокс — ударні, бек-вокал

## Чарти
| Чарт (2003-04)                    | Пікова позиція |
| --------------------------------- | -------------- |
| Australian ARIA Singles Chart     | 76             |
| Belgian Singles Chart (Flanders)  | 59             |
| UK Singles Chart                  | 35             |
| U.S. Billboard Modern Rock Tracks | 13             |
| Canadian Singles Chart            | 2              |

## Сертифікація
З травня 2013 сертифікації RIAA для цифрових синглів, включає аудіо за вимогою та/або потовокове відтворення відео пісень на додаток до завантажень.
| Регіон                                                      | Сертифікація | Продажі |
| ----------------------------------------------------------- | ------------ | ------- |
| США (RIAA)                                                  | Золотий      | 500,000 |
| продажі+прослуховування, що базуються лише на сертифікаціях |              |         |